# میرزا ناظم شاه
شاهزاده میرزا ناظم شاه بهادر (۱۸۲۰–۳۰ اوت ۱۹۰۲) که همچنین با نام میرزا ناظم شاه نیز شناخته می‌شود، فرزند اکبر دوم پادشاه گورکانیان هند و همسر وی گومانی‌خانم بود.
پس از شورش ۱۸۵۷، وی به همراه برادر بزرگترش، بهادر شاه دوم از دهلی به برمه تبعید شد و در همان‌جا درگذشت.